# Sven Grönblom
Sven Edgar Grönblom (ur. 29 grudnia 1913 w Turku, zm. 23 sierpnia 2006 w Helsinkach) – fiński żeglarz, olimpijczyk.
W regatach rozegranych podczas Letnich Igrzysk Olimpijskich 1936 wystąpił w klasie 8 metrów zajmując 5. pozycję. Załogę jachtu Sheerio tworzyli również Gunnar Grönblom, Walter Kjellberg, Hilding Silander, Oscar Sumelius i Olof Wallin.
Zarówno jego syn Richard, jak i stryj Gunnar byli żeglarzami-olimpijczykami.